# كاميرون فان هوي
كاميرون فـان هوي (بالإنجليزية: Cameron Van Hoy) هو ممثل أمريكي، ولد في 21 مايو 1985 في كاليفورنيا في الولايات المتحدة.

## وصلات خارجية
- كاميرون فـان هوي على موقع IMDb (الإنجليزية)
- كاميرون فـان هوي على موقع قاعدة بيانات الفيلم (الإنجليزية)